# Marvel Productions
Marvel Productions était une société de production de cinématographique et télévisuelle américaine. À l'origine la société est un studio d'animation fondé par Friz Freleng en 1963, DePatie-Freleng Enterprises.

## Historique
En 1963, Friz Freleng quitte le studio Warner Bros. Cartoons pour fonder avec son ami David H. DePatie son propre studio : DePatie-Freleng Enterprises (DFE).
En 1981, Marvel Comics Group achète DFE et poursuit l'activité de production de film d'animation, essentiellement pour la télévision.
Le 21 novembre 1986, New World Pictures achète Marvel Entertainment. 
En janvier 1989, New World Pictures est contraint de vendre sa division Marvel Comics au financier Ronald Perelman, en raison de problèmes financiers pour 82,5 millions de $. En août 1989, la Walt Disney Company annonce son intention d'acheter Jim Henson Productions et les droits des personnages pour un montant non dévoilé  mais estimé entre 150 millions et 200 millions d'USD. Mais le sort de la série Les Muppet Babies (1984) est incertain car la série est produite par Marvel Productions.
Le 27 décembre 1996, Marvel se déclare en faillite. 
En 1997, Perelman vend le catalogue de Marvel Productions à Saban Entertainment. L'activité de production est stoppée.
En 2001, Saban Entertainment est racheté par The Walt Disney Company. 
En 2009, Marvel Entertainement est racheté par The Walt Disney Company.

## Filmographie

### Licences Marvel
- Spider-Man (1981)
- Spider-Man and His Amazing Friends (1981)
- The Incredible Hulk (1982)
- X-Men: Pryde of the X-Men (1989, diffusé dans Marvel Action Universe block)
- X-Men (1992, coproduction avec Saban Productions)
- Les Quatre Fantastiques (1994; diffusé dans Marvel Action Hour)
- Iron Man (1994 as "Marvel Films"; diffusé dans Marvel Action Hour)
- Spider-Man, l'homme-araignée (1994 as "Marvel Films")

### LicencesHasbro
Note: Tous les programmes basés sur des licences Hasbro sont des coproductions avec Sunbow Productions.
- Transformers (1984)
- G.I. Joe: Héros sans frontières (1985)
- Inhumanoids (1986)
- Jem et les Hologrammes (1986)
- My Little Pony and Friends (1986)
- My Little Pony: The Movie (1986)
- La Guerre des robots (Transformers: The Movie) (1986)
- G.I. Joe: The Movie (1987)

### Licences Henson
Note: Tous les programmes basés sur des licences Henson sont des coproductions avec Henson Associates, ou Jim Henson Productions. Les droits sont désormais détenus par The Muppets Studio (filiale de Disney).
- Les Muppet Babies (1984)
- Little Muppet Monsters Animated Segments (1985)
- Fraggle Rock (1987)

### Autres licences
- The Pink Panther in: Pink at First Sight (1981, coproduction avec Mirisch-Geoffrey-DePatie-Freleng et United Artists)
- The Grinch Grinches the Cat in the Hat (1982, coproduction avec DFE films et Dr. Seuss)
- Meatballs and Spaghetti (1982, coproduction avec InterMedia Entertainment)
- Pandamonium (1982, coproduction avec InterMedia Entertainment)
- Le Sourire du dragon (1983, coproduction avec TSR Hobbies, Inc.)
- Defenders of the Earth (1986, coproduction avec King Features Syndicate)
- The Little Wizards (1987)
- Dino Riders (1988, diffusé dans Marvel Action Universe)
- RoboCop (1988, coproduction avec Orion Pictures; diffusé dans Marvel Action Universe)
- Rude Dog and the Dweebs (1989)
- La Guerre des tomates (1990, coproduction avec Fox Children's Productions)
- Kid 'n Play (1990-1991, coproduction avec Saban Entertainment)
- Spacecats (1991, coproduction avec Paul Fusco Productions)
- Les Motards de l'espace (Biker Mice from Mars) (1993 (production assurée par New World Family Filmworks, coproduction avec Brentwood Television Funnies)